# Czesław Olech

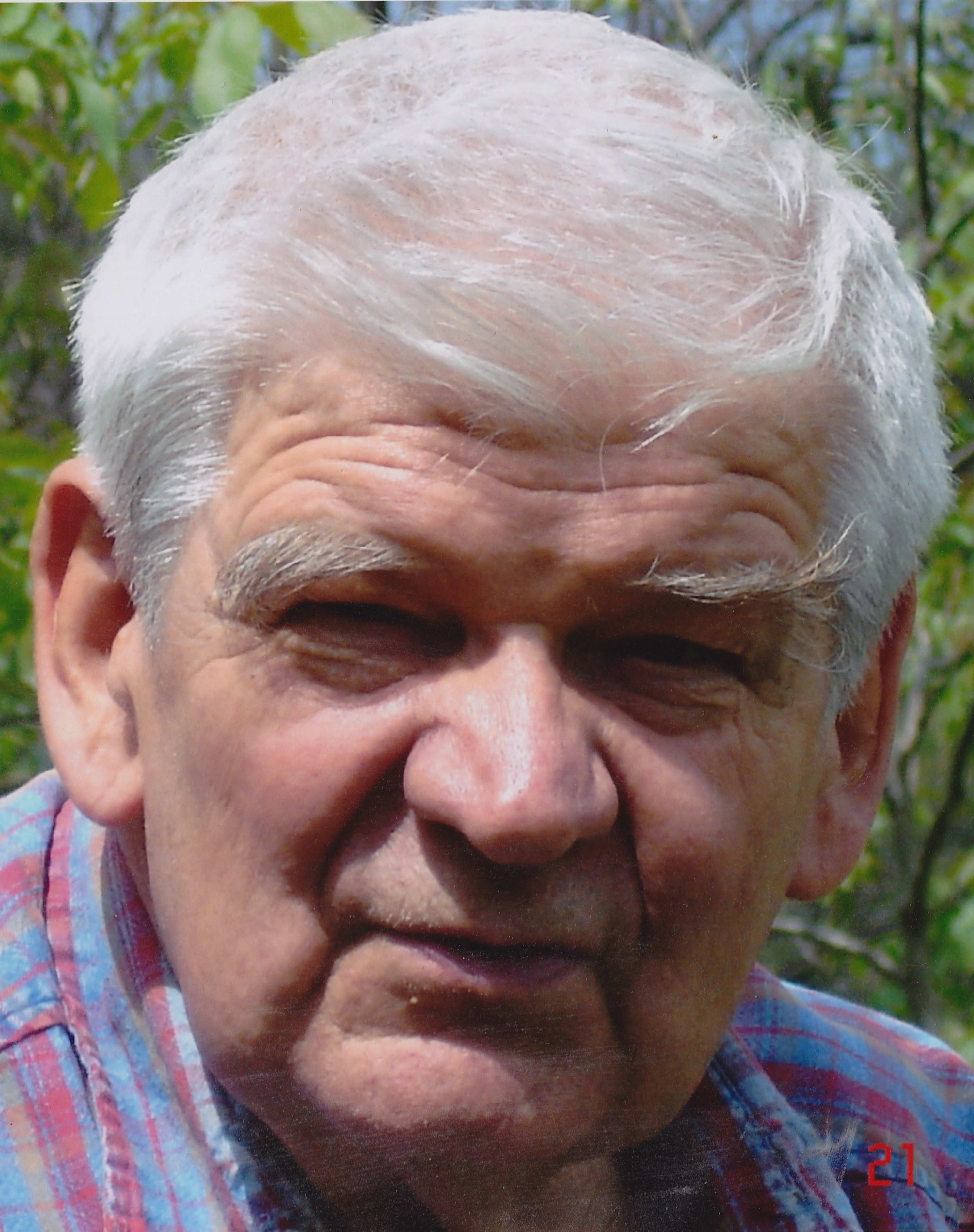
Czesław Olech (2010)

Czesław Olech (* 22. Mai 1931 in Pińczów, Polen; † 1. Juli 2015) war ein polnischer Mathematiker.

## Leben
Czesław Olech wurde 1958 am mathematischen Institut der Polnischen Akademie der Wissenschaften promoviert und 1962 dort habilitiert. Er leitete das Internationale Banach-Zentrum für Mathematik (1972–1992) und war Präsident des Wissenschaftsrats des mathematischen Instituts der Polnischen Akademie der Wissenschaften (1989–2007).
Olech war Mitglied der Polnischen Akademie der Wissenschaften, der Päpstlichen Akademie der Wissenschaften und der Russischen Akademie der Wissenschaften sowie Mitglied der Polnischen Mathematischen Gesellschaft, der European Mathematical Society und der American Mathematical Society.
Olechs Hauptarbeitsgebiete waren gewöhnliche Differentialgleichungen und die Theorie der optimalen Steuerungen.
1992 wurde Czesław Olech mit der Stefan-Banach-Medaille ausgezeichnet, er war Ehrendoktor der Universität Vilnius (1989), der Jagiellonen-Universität in Krakau (2006) und der AGH Berg- und Hüttenakademie in Krakau (2009).